# رالف اگلستون
رالف اِگلِستون (انگلیسی: Ralph Eggleston؛ ۱۸ اکتبر ۱۹۶۵ – ۲۸ اوت ۲۰۲۲) انیماتور، کارگردان هنری طراح استوری‌برد، نویسنده، کارگردان فیلم و طراح محصول آمریکایی بود شاغل در استودیوی انیمیشن پیکسار بود.

## زندگی‌نامه و حرفه
اگلستون که در لیک چارلز، لوئیزیانا زاده شد، پیش از آغاز فعالیت حرفه‌ای خود به‌عنوان انیماتور در سال ۱۹۸۵، از مؤسسه هنرهای کالیفرنیا فارغ‌التحصیل شد. نخستین مشارکت قابل توجه او در زمینهٔ پویانمایی، فعالیت به‌عنوان پویانمای ارشد برای قسمت «سگ خانوادگی» سال ۱۹۸۷ از مجموعهٔ داستان‌های شگفت‌انگیز ساختهٔ استیون اسپیلبرگ بود. پس از این پروژه، او به‌عنوان انیماتور در کرویر فیلمز مشغول به کار شد و در پروژه‌های متعددی در زمینهٔ سینما و تلویزیون در اواخر دههٔ ۱۹۸۰ و اوایل دههٔ ۱۹۹۰ مشارکت داشت. از جملهٔ این پروژه‌ها می‌توان به حضور به‌عنوان کارگردان هنری در ساخت فیلم فرنگولی: آخرین جنگل بارانی محصول ۱۹۹۲ اشاره داشت. علاوه بر این، او در چندین پروژهٔ استودیو انیمیشن والت دیزنی، از جمله فیلم‌های علاءالدین (۱۹۹۲)، شیرشاه (۱۹۹۴) و پوکاهانتس نیز مشارکت داشت.
اگلستون فعالیت حرفه‌ای خود در پیکسار را از سال ۱۹۹۲ آغاز کرد. او در زمان توسعهٔ انیمیشن داستان اسباب‌بازی به این شرکت پیوست و نقض او در تولید این فیلم به اعطای جایزهٔ آنی برای بهترین کارگردانی به او انجامید. او نویسندگی و کارگردانی انیمیشن کوتاه برای پرندگان، محصول پیکسار نیز بود که برندهٔ جایزهٔ اسکار شد. او مسئولیت طراحی محصول برای فیلم درون و بیرون را برای شش سال بر عهده داشت؛ این فیلم برندهٔ جایزهٔ آنی برای بهترین طراحی محصول شد.

## درگذشت
اگلستون در ۲۸ اوت ۲۰۲۲ در خانهٔ خود در سن رافائل، کالیفرنیا بر اثر سرطان لوزالمعده درگذشت.

## فیلم‌شناسی
| سال                        | عنوان | توضیحات                                  |
| -------------------------- | ----- | ---------------------------------------- |
| فرنگولی: آخرین جنگل بارانی | ۱۹۹۲  | کارگردان هنری، انیماتور                  |
| علاءالدین                  | ۱۹۹۲  | انیماتور                                 |
| شیرشاه                     | ۱۹۹۴  | انیماتور                                 |
| پوکاهانتس                  | ۱۹۹۵  | انیماتور                                 |
| داستان اسباب‌بازی           | ۱۹۹۵  | کارگردان هنری                            |
| زندگی یک حشره              | ۱۹۹۸  | استوری‌برد اضافه                          |
| داستان اسباب‌بازی ۲         | ۱۹۹۹  | استوری‌برد اضافه                          |
| فانتازیا ۲۰۰۰              | ۱۹۹۹  | استوری‌برد اضافه                          |
| به سوی الدورادو            | ۲۰۰۰  | انیماتور                                 |
| برای پرندگان               | ۲۰۰۰  | نویسنده، کارگردان                        |
| شرکت هیولاها               | ۲۰۰۱  | داستان‌نویس/توسعهٔ بصری                    |
| در جستجوی نمو              | ۲۰۰۳  | طراح محصول                               |
| شگفت‌انگیزان                | ۲۰۰۴  | کارگردان هنری                            |
| ماشین‌ها                    | ۲۰۰۶  | استوری‌برد اضافه                          |
| راتاتویی                   | ۲۰۰۷  | تهیه‌کننده: پیکسار                        |
| وال-ئی                     | ۲۰۰۸  | طراح محصول                               |
| بالا                       | ۲۰۰۹  | کارگردان هنری نورپردازی                  |
| شاهدخت و قورباغه           | ۲۰۰۹  | محتوای اضافی داستان                      |
| داستان اسباب‌بازی ۳         | ۲۰۱۰  | تشکر ویژه                                |
| توی استوری تونز            | ۲۰۱۱  | طراحی هنری                               |
| ماشین‌ها ۲                  | ۲۰۱۱  | هنرمند توسعه                             |
| درون و بیرون               | ۲۰۱۵  | طراحی محصول                              |
| اولین قرار رایلی؟          | ۲۰۱۶  | طراح محصول                               |
| در جستجوی دوری             | ۲۰۱۶  | تشکر ویژه                                |
| شگفت‌انگیزان ۲              | ۲۰۱۸  | طراح محصول                               |
| روح                        | ۲۰۲۰  | هنرمند توسعه                             |
| بنیادی                     | ۲۰۲۳  | هنرمند توسعه/تقدیم‌شده به یاد او؛ پس‌تولید |